# Bansko
Pour la municipalité, voir Bansko (obchtina).
Bansko (en bulgare : Банско) est une ville et une station de ski de l'oblast de Blagoevgrad, au sud-ouest de la Bulgarie. Située au pied du Todorka, du Vikhren et du Kutelo dans le massif du Pirin, Bansko est à une altitude de 925 mètres. La ville dispose d'une gare sur la ligne des Rhodopes.

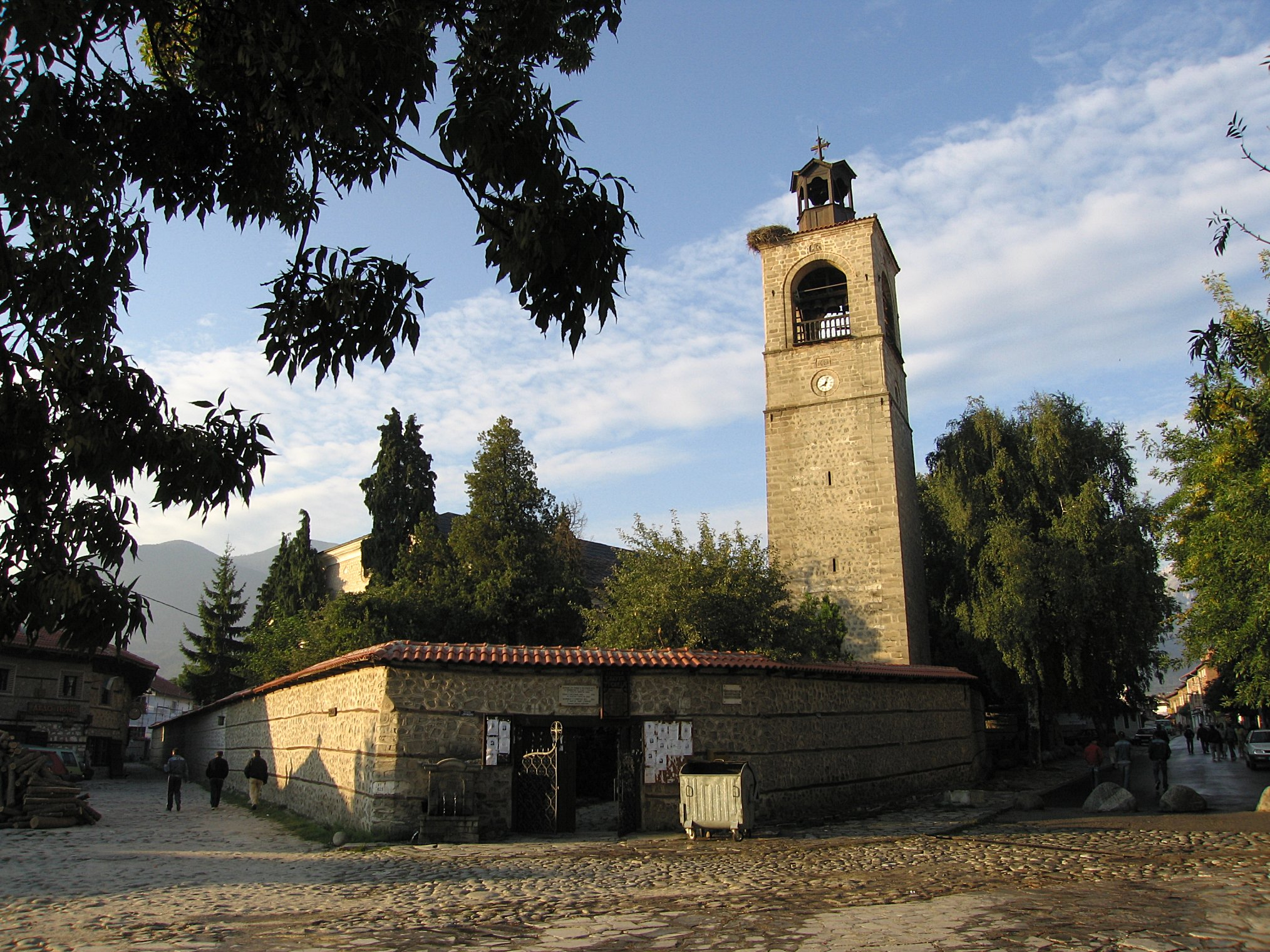
Église de Bansko construite en 1835.

## Personnalités
- Païssii de Hilendar

## Hommage
Le pic Bansko, sur Livingston qui est la plus grande des îles Shetland du Sud (un archipel situé au nord de la péninsule Antarctique), est nommé ainsi en hommage à la ville de Bansko.

## Jumelages
- Amphipolis (Grèce)
- Didymotique (Grèce)
- Doxato (Grèce)